# علی‌برز بختیاری
علی‌برز بختیاری (زاده ۱۳۳۶ - بافت) نمایندهٔ دورهٔ دهم از حوزهٔ انتخابیهٔ بافت، رابر و ارزوئیه در استان کرمان است. وی با کسب ۲۱٬۵۷۳ رای از مجموع ۷۷٬۴۴۰ رای معادل ۲۷٫۸۶٪ درصد آرا به مجلس راه پیدا کرد.